# إف 1 ريس ستارز
إف 1 ريس ستارز (بالإنجليزية: F1 Race Stars)‏، هي لعبة فيديو إلكترونية من نوع سباقات السيارات الفورمولا ون، صدرت في السوق سنة 2012م، وتعمل على عدة منصات وهي بلاي ستيشن 3 وإكس بوكس 360 ومايكروسوفت ويندوز ونينتدو وي يو، وهي من تطوير شركة كودماسترز برمينغهام البريطانية ونشرها شركة كودماسترز البريطانية.